# グライド・エンタープライズ
Dr.ルルルン株式会社は、コスメの販売事業者。
近年では、フェイスマスク「LULULUN」の販売事業に注力し、オンラインショップだけの取り扱いだったものを全国のドラッグストアやコスメショップ等の実店舗でも販売している。
売上げの一部で世界の女性支援活動を行っている。

## 世界を変えるルルルンproject!
- 2014年5月 - ザンビアへ「安全な妊娠・出産の機会を提供するマタニティハウスの運営」を目的とした水タンクの提供

## CMキャラクター
- 野崎萌香（2015年9月）「生マスクでたっ！」篇
- 松本伊代（2016年9月）「フェイスマスクからの生マスク」篇
- ラブリ（2016年12月）「THE POWER MASK.」篇
- 市川実日子（2017年9月）「化粧水は貼る時代へ」篇